# Henri Leclerc
Henri Leclerc foi um ciclista francês. Ele terminou em último lugar no Tour de France 1914.